# Tarántula (álbum)
Tarántula es el sexto álbum de estudio de Mónica Naranjo. Se publicó el 22 de abril de 2008 bajo el sello musical de SonyBMG. Vendiendo 80 000 copias.
Este disco supuso el regreso de Mónica Naranjo tras siete años desde la publicación de su último álbum de estudio. Los productores de este disco son dos de los componentes del grupo escocés de rock electrónico Union of Knives, Chris Gordon' y Dave McClean. Matt Dunkley, bajo la dirección  del productor Cristóbal Sansano .Geoff Foster, ha sido el encargado de las cuerdas y orquestación del disco. 
José Manuel Navarro ha trabajado en las letras de 10 de los 12 temas; todas ellas, fiel reflejo de las ideas que Mónica ha querido trasmitir en este nuevo trabajo. Las otras dos canciones han corrido a cargo de Manny Benito (Revolución) y de los propios Dave McClean y Chris Gordon (El Descanso). Los 12 temas están compuestos musicalmente por la propia artista.
Las labores de ingeniería y Pro-Tools han corrido a cargo de Jordi Buch, Chris Gordon y Daniel Morrison. Stephen Fitzmaurice, quien ha trabajado con artistas de la talla de Kylie Minogue, Craig David, Jamelia, Tina Turner, U2, Seal o Depeche Mode, ha sido el encargado de mezclar 6 de los 12 temas del nuevo álbum. 
Fue grabado en Glasgow, Londres, Barcelona y Praga, con las canciones viajando constantemente a través de internet para retoques y aportaciones de ideas, que a veces surgían en mitad de la noche. El álbum fue masterizado por Emily Lazar en The Lodge, en la ciudad de Nueva York.
El primer sencillo se llama "Europa" y empezó a sonar a partir del 29 de febrero de 2008, siendo estrenado en exclusiva por su web oficial.
El primer sencillo "Europa" en su primera semana se colocó número 1 en ventas en iTunes y ha batido el récord de ser la canción más reseñada en menos tiempo en el iTunes Store España (casi 50 reseñas en menos de 3 días), además de debutar también en primera posición en la lista de ventas de sencillos española, manteniéndose durante 6 semanas consecutivas en el número uno de ventas físicas absolutas.
La edición digital de Tarántula que puede ser adquirida por iTunes España incluye también "Kambalaya (Remix Edit)" como bonus.
El 26 de agosto de 2008 se publicó una Edición Especial Limitada y Numerada del álbum, que la volvió a catapultar al primer puesto de ventas por segunda vez en un año, dada la cálida acogida que tuvo. En esta edición se incluye el disco ya conocido además de cuatro remixes y un DVD extra con los videoclips de Europa y Amor Y Lujo, sus respectivos "making-of" y diversos fragmentos de la grabación del álbum y de las sesiones de fotos promocionales principales de la promoción del año 2008.

## Lista de canciones
| Edición estándar |                   |          |  |
| N.º              | Título            | Duración |  |
| 1.               | «Europa»          | 7:11     |  |
| 2.               | «Todo mentira»    | 3:47     |  |
| 3.               | «Usted»           | 3:45     |  |
| 4.               | «Para siempre»    | 5:12     |  |
| 5.               | «Amor y lujo»     | 4:08     |  |
| 6.               | «Idilio»          | 4:24     |  |
| 7.               | «Diles que no»    | 3:46     |  |
| 8.               | «Kambalaya»       | 5:11     |  |
| 9.               | «Eva»             | 4:30     |  |
| 10.              | «Amor y posesión» | 4:02     |  |
| 11.              | «Revolución»      | 4:06     |  |
| 12.              | «El Descanso»     | 3:17     |  |

## Sencillos
- "Europa" (18/03/2008)

| Lista                  | Posición | Certificación | Ventas  |
| ---------------------- | -------- | ------------- | ------- |
| Promusicae (singles)   | 1 (6)    |               |         |
| Promusicae (descargas) | 5        | Platino       | 40.000+ |
| iTunes                 | 1        |               |         |

- "Amor y lujo" (22/07/2008)

| Lista                  | Posición | Certificación | Ventas |
| ---------------------- | -------- | ------------- | ------ |
| Promusicae (singles)   | 1 (4)    |               |        |
| Promusicae (descargas) |          |               |        |
| iTunes                 | 1        |               |        |

## Listas

### Semanales
| País/Continente | Ranking         | Primera semana | Posición de ingreso | Mejor posición | Semanas en la mejor posición | Semanas en el ranking | Última semana |
| --------------- | --------------- | -------------- | ------------------- | -------------- | ---------------------------- | --------------------- | ------------- |
| Europa          |                 |                |                     |                |                              |                       |               |
| España          | Top 100 álbumes | 27/04/2008     | 1                   | 1              | 2                            | 35                    | 08/02/2009    |
| Europa          | European Albums | 17/05/2008     | 43                  | 43             | 1                            | 4                     | 20/09/2008    |
| América         |                 |                |                     |                |                              |                       |               |
| México          | Top 100 álbumes | 20/2008        | 64                  | 30             | 1                            | 10                    | 29/2008       |

### Anuales
2008
| País   | Ranking       | Posición |
| ------ | ------------- | -------- |
| Europa |               |          |
| España | Top 50 Albums | 13       |

### Certificaciones
| País   | Proveedor  | Año  | Certificación | Ventas |
| Europa |            |      |               |        |
| España | Promusicae | 2008 | Platino       | 80.000 |